# Mackova hora (rozhledna)
V blízkosti Nového Strašecí, směrem na západ od města byla na Mackově hoře (488 m n. m.) postavena 36 m vysoká ocelová rozhledna, zpřístupněná 5. května 2001, k níž byla později přistavěna vyhlídková plošina ve výšce 20 metrů.
Stavbu realizovala firma Eurotel v říjnu a listopadu 2000, její kolaudace proběhla 9. února 2001 a pro veřejnost byla otevřena 5. května 2001 a slouží zároveň k pokrytí mobilním signálem. Na vyhlídkové plošině je také umístěno osm informačních tabulí s informacemi o kraji a jménech okolních kopců.
Otevírací doba: Květen, červen, září 9-17 hodin - soboty, neděle a svátky
červenec, srpen 9-17 hodin pondělí - neděle